# Suat Derviş
Pour les articles homonymes, voir Derviş.
Suat Derviş, de son vrai nom Hatice Saadet Baraner, née en 1904-05 à Constantinople et morte le 23 juillet 1972 dans la même ville, est une romancière, journaliste, traductrice, militante politique socialiste et féministe turque.

## Biographie
Suat Derviş, de son vrai nom Hatice Saadet Baraner est née en 1905 à Constantinole (devenue Istanbul en 1930), , dans une famille aristocratique. Son père, İsmail Derviş, est gynécologue, et professeur à la faculté de médecine de l'université d'Istanbul.Sa mère, Hesna Hanım, était la fille d'une esclave de l'entourage du sultan ottoman Abdülaziz.
Suat Derviş reçoit une formation par des cours particuliers, notamment en français et en allemand,. Vers 1919/1920, elle poursuit sa formation, avec sa sœur Hamiyet, en Allemagne. Elles sont étudiantes au Conservatoire de Berlin et à l'Université de la même ville,. Elle commence à écrire sur la Turquie pour des magazines allemands, notamment le Berliner Zeitung, et publie son premier livre en 1921, intitulé Kara Kitap (Livre noir). Elle publie dix autres romans entre 1920 et 1932. Les premiers romans de Derviş examinaient les thèmes du genre, de la classe et de la psychologie des femmes. Ils ont également souvent utilisé un cadre urbain, ce qui est inhabituel pour l'époque à laquelle elle écrit. Elle travaille également comme journaliste indépendante. Parmi les événements dont elle rend compte figure la Conférence de Lausanne, au cours de laquelle est décidé le sort de la Turquie après la Première Guerre mondiale.
Le Livre noir, le premier roman de Suat Derviş, est publié en 1921. Dans cette œuvre, qui a suscité l'étonnement et la stupéfaction du monde littéraire, elle explique les voix intérieures et les sentiments d'une jeune fille belle et sensible condamnée à mort, en indiquant son désir de vivre jusqu'à son dernier souffle. Elle écrit ensuite Ne Ses Ne bir Nefes (1923), Bir Depression Night (1924), Fatma's Günahı (1924), Like Gönül (1928) et Emine (1931), etc. Dans ces romans, elle présente la vie des familles de la haute société à Istanbul ; elle parle des relations amoureuses ; elle examine la position sociale des femmes et leurs demandes.
En 1933, au début du régime nazi en Allemagne, elle rentre en Turquie. Elle devient membre de plusieurs cercles intellectuels et travaille comme journaliste et romancière,. En 1937, elle est envoyée en Union soviétique comme reporter, par le journal Tan (en). Devenue marxiste et proche des communistes, elle écrit un livre très controversé en Turquie intitulé Niçin Sovyetler Birliği'nin Dostuyum ? (Pourquoi suis-je une amie de l'Union soviétique ?). Revenue en Turquie mais accusée lors du procès contre le parti communiste turc en 1944, elle est condamnée à huit mois de prison. Elle reprend ensuite ses activités de romancière et de journaliste.
Lorsque son mari, arrêté pour la deuxième foid en 1951, commence à être jugé en 1953, elle quitte le pays au cas où elle serait également arrêtée à nouveau. Elle vit successivement dans plusieurs pays hors de Turquie de 1953 à 1963, principalement en France. Elle publie des romans en français pendant cette période. Elle traduit en turc des textes sur la Première Guerre mondiale (Le Feu d'Henri Barbusse notamment) et la Seconde Guerre mondiale. Elle revient en Turquie en 1963. Elle continue à écrire et publie notamment en 1968 le roman Fosforlu Cevriye (Vers le tourbillon phosphorescent), récit de l'amour tragique d'une prostituée pour un inconnu poursuivi par la police. Elle prend part également à la création de l'Union des Femmes révolutionnaires en 1971, et écrit ses mémoires en 1986. Elle meurt à Istanbul en 1972.